# Monophyllaea albicalyx
Monophyllaea albicalyx är en tvåhjärtbladig växtart som beskrevs av A. Weber. Monophyllaea albicalyx ingår i släktet Monophyllaea och familjen Gesneriaceae. Inga underarter finns listade i Catalogue of Life.